# Universidade Nova de Lisboa

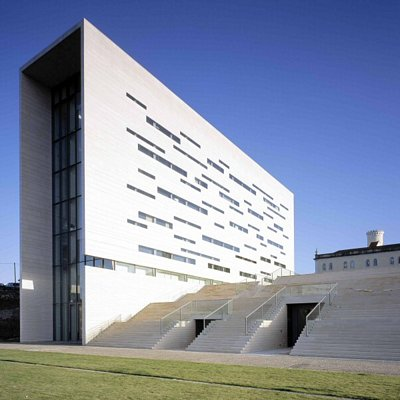
Rektorat

Die Universidade Nova de Lisboa (univɨsi'dad(ɨ) 'nɔvɐ dɨ liʒ'boɐ; deutsch Neue Universität Lissabon), abgekürzt UNL oder NOVA, ist eine 1973 gegründete öffentliche Universität in der portugiesischen Hauptstadt Lissabon. Sie hat über 25.000 Studenten in fünf Fakultäten und vier Instituten, die stark interdisziplinär agieren. Die Wirtschaftswissenschaftliche Fakultät zählt zu den besten Europas und ist dreifach akkreditiert.

## Geschichte
Die Universidade Nova de Lisboa wurde am 11. August 1973 durch Gesetzesverordnung 402/73 von Bildungsminister José Veiga Simão gegründet. Sie ist damit die neueste Universität in Lissabon und wurde als Reaktion auf die steigenden Studentenzahlen gegen Ende des Estado Novo gegründet.

## Organisation
Die Universität ist in folgende weitgehend unabhängige Verwaltungseinheiten gegliedert:
- Fakultät für Wissenschaften und Technologie
 Faculdade de Ciências e Tecnologia (NOVA FCT)
- Fakultät für Sozial- und Humanwissenschaften
 Faculdade de Ciências Sociais e Humanas (NOVA FCSH)
- Fakultät für Rechtswissenschaften
 NOVA School of Law
- Fakultät für Medizinische Wissenschaften
 Faculdade de Ciências Médicas (NOVA FCM)
- Fakultät für Wirtschaftswissenschaften
 NOVA School of Business and Economics (NOVA SBE)
- Institut für Tropenmedizin
 Instituto de Higiene e Medicina Tropical (NOVA IHMT)
- Nationale Schule für Öffentliche Gesundheit
 Escola Nacional de Saúde Pública
- Institut für Chemische und Biologische Verfahrenstechnologie
 Instituto de Tecnologia Química e Biológica António Xavier (NOVA ITQB)

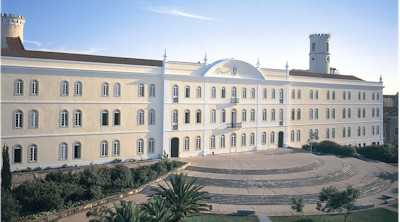
Institut für Statistik und Informatik

- Institut für Statistik und InformatikInstitut für Statistik und Informatik
 NOVA Information Management School (NOVA IMS)

## Campus
Die Neue Universität hat keinen zusammenhängenden Campus, sondern ist über das Lissaboner Stadtgebiet und die angrenzenden Gemeinden verteilt. Das Rektorat, die Rechtswissenschaften und die Informatik befinden sich im Lissaboner Stadtteil Campolide. In den Gebäuden war vorher von 1858 bis 1910 das Colégio de Campolide der Jesuiten untergebracht. Unweit davon am Campo Pequeno sind auch die Geisteswissenschaften beheimatet. 
Südlich des Tejo liegen die Naturwissenschaften in der ehemaligen Gemeinde Caparica. 
Die Wirtschaftswissenschaften sind westlich von Lissabon in der Gemeinde Carcavelos am Strand des Forte de São Julião da Barra angesiedelt. Etwas weiter landeinwärts in Oeiras findet sich auch das NOVA ITQB.

## Rektoren
- 1973–1975 : João José Fraústo da Silva
- 1975–1977 : Manuel Laranjeira
- 1977–1982 : Alfredo de Sousa
- 1982–1991 : José António Esperança Pina
- 1991–1995 : Manuel Pinto Barbosa
- 1995–2003 : Luís Sousa Lobo
- 2003–2007 : Leopoldo Guimarães
- 2007–2017 : António Rendas
- seit 2017 : João Sàágua[7]

## Persönlichkeiten

### Alumni
- Mário Sottomayor Cardia (1941–2006), Politiker
- José Luís da Cruz Vilaça (* 1944), Rechtswissenschaftler
- Odete Semedo (* 1959), Autorin und Politikerin
- Susana Nobre (* 1974), Filmregisseurin
- Raquel Varela (* 1978), Historikerin

### Professoren
- Aníbal Cavaco Silva (* 1939), Wirtschaftswissenschaft
- Diogo Freitas do Amaral (1941–2019), Jura
- Gerhard Otto Doderer (* 1944), Musikwissenschaftler
- José Luís da Cruz Vilaça (* 1944), Rechtswissenschaftler
- Nuno Severiano Teixeira (* 1945), Politikwissenschaft
- Luís Campos e Cunha (* 1954), Wirtschaftswissenschaft
- Elvira Fortunato (* 1964), Materialwissenschaft
- José Rodrigues dos Santos (* 1964), Journalistik
- Cláudia Sousa (1975–2014), Primatologin
- Raquel Varela (* 1978), Historikerin